# 1636 az irodalomban
Az 1636. év az irodalomban.

## Publikációk
- Nyéki Vörös Mátyás 1629-ben írott terjedelmes verse: Tintinnabulum, azaz a földi részeg szerencsének és dicsőségnek állhatatlan lakodalmában tombolók jóra intő csengettyűje (Pozsony)[1]
- Medgyesi Pál munkája: a puritánus kegyesség manifesztumának, az angol Lewis Bayly Praxis pietatisának magyar fordítása: A kegyesség gyakorlása (Debrecen)[2]
- Jiří Třanovský cseh-szlovák nyelvű énekeskönyve, a Chitara Sanctorum, (későbbi nevén „Tranoscius”-gyűjtemény, Lőcse)

## Születések
- július 2. – Daniel Speer német író, zeneszerző; az 1683-ban névtelenül kiadott Ungarischer oder Dacianischer Simplicissimus (Magyar Simplicissimus) című pikareszk regény és útirajz szerzője († 1707)
- november 1. – Nicolas Boileau francia költő, esztéta, kritikus († 1711)
- 1636 körül – Jan Chryzostom Pasek lengyel emlékíró, a 17. századi lengyel memoárirodalom leghíresebb képviselője († 1701)

## Halálozások
- január 13.– Thordai János unitárius lelkész, aki magyarra fordításával elkészítette az unitáriusok második teljes zsoltárkönyvét (1627); Epiktétosz első magyar fordítója  (* 1597)
- június 21. – Justus de Harduwijn németalföldi költő és lelkipásztor, az ún. holland aranykor egyik legolvasottabb költője (* 1582)